# Бібліотекар (серіал)
«Бібліотекар» — російський телесеріал режисера Ігоря Твердохлєбова за мотивами однойменного роману Михайла Єлізарова. Головну роль у ньому зіграв Микита Єфремов. Прем'єра серіалу відбулася 29 червня 2023 року на онлайн-платформах на онлайн-сервісах more.tv та Wink.

## Сюжет
Головний герой, 27-річний Олексій В'язинцев, випадково дізнається, що книги маловідомого радянського письменника Дмитра Громова, написані в 1950-ті — 1970-ті роки, мають магічну силу. Справжній ефект проявляється тільки при безперервному та «ретельному» читанні оригінальних видань, на слухачів його вплив виявляється дещо слабшим. Суперздібностями, які дають різні книги, є Сила, Лють, Пам'ять, Терпіння, Влада, Радість, Сенс.
Люди, які пізнали таємну силу книг, об'єднуються у гуртки («бібліотеки» та «читальні»), які захищають свої екземпляри книг Громова та намагаються заволодіти чужими. За негласним кодексом «читачів», при конфліктах заборонено використовувати вогнепальну зброю, тому в хід активно йдуть холодна зброя, предмети господарського побуту, саморобні обладунки тощо. Кожна «бібліотека» мріє зібрати повні збори творів Громова із семи книг, але одна книга є надзвичайно рідкісною.

## У ролях
| Актор              | Роль                           |
| ------------------ | ------------------------------ |
| Никита Єфремов     | Олексій В'язинцев              |
| Євгенія Дмитрієва  | Маргарита Тихонівна Селіванова |
| Марина Ворожищева  | Таня                           |
| Михайло Трійник    | Гриша Вирін                    |
| Андрій Мерзлікін   | Максим В'язинцев               |
| Михаїл Трухін      | Шульга                         |
| Сергій Єпішев      | Деніс Луцис                    |
| Олена Морозова     | Шепчихіна                      |
| Маріам Псутурі     | Папа Симонян                   |
| Ігор Золотовицький | Лагудов                        |
| Олександра Урсуляк | Шорохова                       |

## Виробництво та прем'єра
Зйомки серіалу почалися в липні 2022 року. Виробництвом трилера займалися російський телеканал РЕН ТВ та Національна медіа група. У грудні 2022 року демо-версію серіалу злили в Мережу пірати. Прем'єра відбулася 29 червня 2023 року на онлайн-сервісах more.tv та Wink.